# Sześciu Mistrzów Poezji
Sześciu Mistrzów Poezji (jap. 六歌仙 Rokkasen) – sześcioro japońskich poetów wymienionych w japońskiej przedmowie (Kanajo) do Kokin-wakashū, cesarskiej antologii poezji waka, której kompilację nakazano w 905 roku. Ki no Tsurayuki, jeden z redaktorów tej antologii, wybrał i wyróżnił twórców wspomnianych w przedmowie (spośród około 130, których utwory zostały zamieszczone w Kokin-wakashū) jako najszerzej znanych poetów wczesnego okresu Heian. Sam termin Rokkasen nie pada w Kokin-wakashū, pojawił się dopiero w późniejszym okresie, prawdopodobnie w połowie X wieku.
Z wyjątkiem Ariwary no Narihiry i Henjō, zajmujących urzędy na dworze cesarskim i w hierarchii buddyjskiej, historyczne informacje o autorach wymienionych w przedmowie są bardzo skromne. Z upływem czasu Sześciu Mistrzów Poezji stało się postaciami na wpół legendarnymi, bohaterami sztuk kabuki i nō.

## Lista Sześciu Mistrzów Poezji
| N°. | Poeta                               | Lata życia           | Uwagi                                                | Portret | Źródło      |
| --- | ----------------------------------- | -------------------- | ---------------------------------------------------- | ------- | ----------- |
| 1   | Henjō (jap. 遍昭)                   | 815–890              | Właściwie Yoshimine no Munesada.                     |         | [ 5 ] [ 4 ] |
| 2   | Ariwara no Narihira (jap. 在原業平) | 825–890              |                                                      |         | [ 5 ]       |
| 3   | Fun’ya no Yasuhide (jap. 文屋康秀)  | zm. pod koniec IX w. | Tworzył w tym samym okresie, co Ariwara no Narihira. |         | [ 5 ] [ 4 ] |
| 4   | Kisen Hōshi (jap. 喜撰法師)         | zm. ok. 909          |                                                      |         | [ 5 ]       |
| 5   | Ono no Komachi (jap. 小野小町)      | około 834–899        | Jedyna kobieta wśród Sześciu Mistrzów Poezji.        |         | [ 5 ] [ 6 ] |
| 6   | Ōtomo no Kuronushi (jap. 大友黒主)  | około 824/835–923    |                                                      |         | [ 5 ]       |